# 알리코제약
알리코제약(Korea Arlico Pharm Co. Ltd.)은 대한민국의 기업이다. 본사는 서울특별시 서초구 바우뫼로27길 7-21 (양재동, 알리코제약빌딩)에 위치해 있으며 대표이사는 이항구이다.
100억 원 규모의 전환사채 소송에서 승리를 거두었으며, 이로 인해 '진천 프로젝트'를 가속화할 계획이다. 티옥트산 제조업무정지 처분으로 차질이 불가피하게 하게 되었다. 또한 2023년 신사업으로 반려동물 시장에 본격적으로 진출하기로 결정했다. 전문의약품(Ethical drug, ETC) 군이 동사 매출 비중의 83.5%(2023년
기준)를 차지한다

## 상장
2018년 2월 12일에 공모가 12,000원에 코스닥 시장에 상장하였다. 

## 참고 문헌
1. ↑  "의료기기·건기식 사업 확대"…헬스케어社 꿈꾸는 알리코제약 한국경제 2025-02-24
2. ↑  100억 CB 소송 승리 알리코제약, '진천 프로젝트' 가속화하나, 히트뉴스, 2023.09.15
3. ↑  알리코제약 티옥트산 제조업무정지 처분 처방 차질 불가피, 메디컬타임즈, 2023-12-12
4. ↑  알리코제약, 반려동물시장 본격 진출, 보사, 2023-08-25
5. ↑  한국IR협의회 기업리서치센터 기술분석보고서 알리코 제약 2024년 6월 13일